# 李端
李 端（り たん、743年 - 787年）は、唐代の詩人。字は正己。本貫は邢州柏仁県。大暦十才子の一人。

## 経歴
大理寺丞の李震の子として生まれた。李孝貞（北斉の文宣帝の皇后李祖娥の叔父の李希礼の子）の末裔にあたる。若い頃は廬山に住み、釈皎然について学んだ。大暦5年（770年）、進士に及第し、校書郎となったが、病のため辞任して、終南山の草堂寺に住んだ。その後、杭州司馬に任ぜられたが、俗務を好まず、ついに衡山に移住し、衡岳幽人と称して隠者の生活を送った。
現在『李端詩集』三巻が残っている。
子に李虞仲があった。

## 詩人としての彼
作品に、『送劉侍郎（劉侍郎を送る）』（七言絶句）がある。
| 送劉侍郎       |                                                             |
| 幾人同入謝宣城 | 幾人か同（とも）に入（い）る 謝宣城（しゃせんじょう、謝朓） |
| 未及酬恩隔死生 | 未だ恩に酬（むく）ゆるに及ばずして死生を隔つ                |
| 唯有夜猿知客恨 | 唯（た）だ夜猿（やえん）の客恨（かくこん）を知る有り        |
| 嶧陽渓路第三声 | 嶧陽（えきよう）渓路（けいろ） 第三声                       |

## 伝記資料
- 『旧唐書』巻163 列伝第113
- 『新唐書』巻203 列伝第128